# إليزابيث ماكبرايد
إليزابيث ماكبرايد (بالإنجليزية: Elizabeth McBride)‏ هي مصممة أزياء تقليدية أمريكية، ولدت في 17 مايو 1955 في شريفبورت في الولايات المتحدة، وتوفيت في 16 يونيو 1997 في سانتا فيه في الولايات المتحدة بسبب سرطان.

## وصلات خارجية
- إليزابيث ماكبرايد على موقع IMDb (الإنجليزية)
- إليزابيث ماكبرايد على موقع قاعدة بيانات الفيلم (الإنجليزية)